# Siltamäki
Siltamäki (finnisch) beziehungsweise Brobacka (schwedisch) ist ein Teilgebiet des nördlichen Stadtteils Suutarila in Helsinki, Finnland.

## Lage
Siltamäki liegt am Fluss Vantaa, der die Grenze zur Stadt Vantaa bildet. Die ersten Anzeichen menschlicher Aktivität in Siltamäki lassen sich auf 2500–2000 v. Chr. zurückverfolgen. Die Gebäude stammen aus den 1950er, 1960er und 1970er Jahren.
In Siltamäki ist ein Einkaufszentrum, neben Geschäften auch ein Schwimmbad. Größere Geschäfte befinden sich entlang des Ring III in Vantaa. In Siltamäki sind Outdoor-Möglichkeiten in unmittelbarer Nähe, zum Beispiel mit Erholungsgebieten, Sportplätzen und Golf.